# ホンダ・VFR1200F
VFR1200F（ブイエフアールせんにひゃくエフ）は本田技研工業が製造販売するオートバイである。本項では姉妹車でアドベンチャータイプへ特化させたVFR1200X（ブイエフアールせんにひゃくエックス）についても解説を行う。
なお両モデルとも日本国内仕様は2016年に生産終了が公表された。

## 車両解説
VFR（800）の後継車種として開発された。車体はシリーズ伝統のアルミダイキャストフレームならびに片持ちスイングアームを採用。また搭載されるエンジンは同社ならびに市販2輪車としては世界初のスロットルバイワイヤを採用した排気量1,236cc・シリンダーバンク角76°となるSC63E型水冷4ストローク4バルブSOHCV型4気筒で、その出力はシャフトドライブ駆動される。

### VFR1200F
ツアラーとしての性格を強めたモデルでフルカウルを装備。型式名EBL-SC63。
2010年3月5日に6速マニュアルトランスミッションを搭載するモデルが同月18日より発売されることを発表した。
さらに同年6月29日に2輪車として世界初のデュアルクラッチトランスミッションを搭載するVFR1200F Dual Clutch Transmissionが同年7月29日より発売されることを発表した。本モデル用DCTは任意で3モードの変速タイプを選択することが可能。
上述2モデルは2012年2月28日、同年3月2日発売で以下のマイナーチェンジを実施。
- トラクションコントロールシステムを搭載。
- テールランプをLED化。
- 燃料タンク容量を18→19Lに増量。
- DCTモデル用に左足でシフトチェンジできるチェンジペダルキットをオプション設定。

### VFR1200X

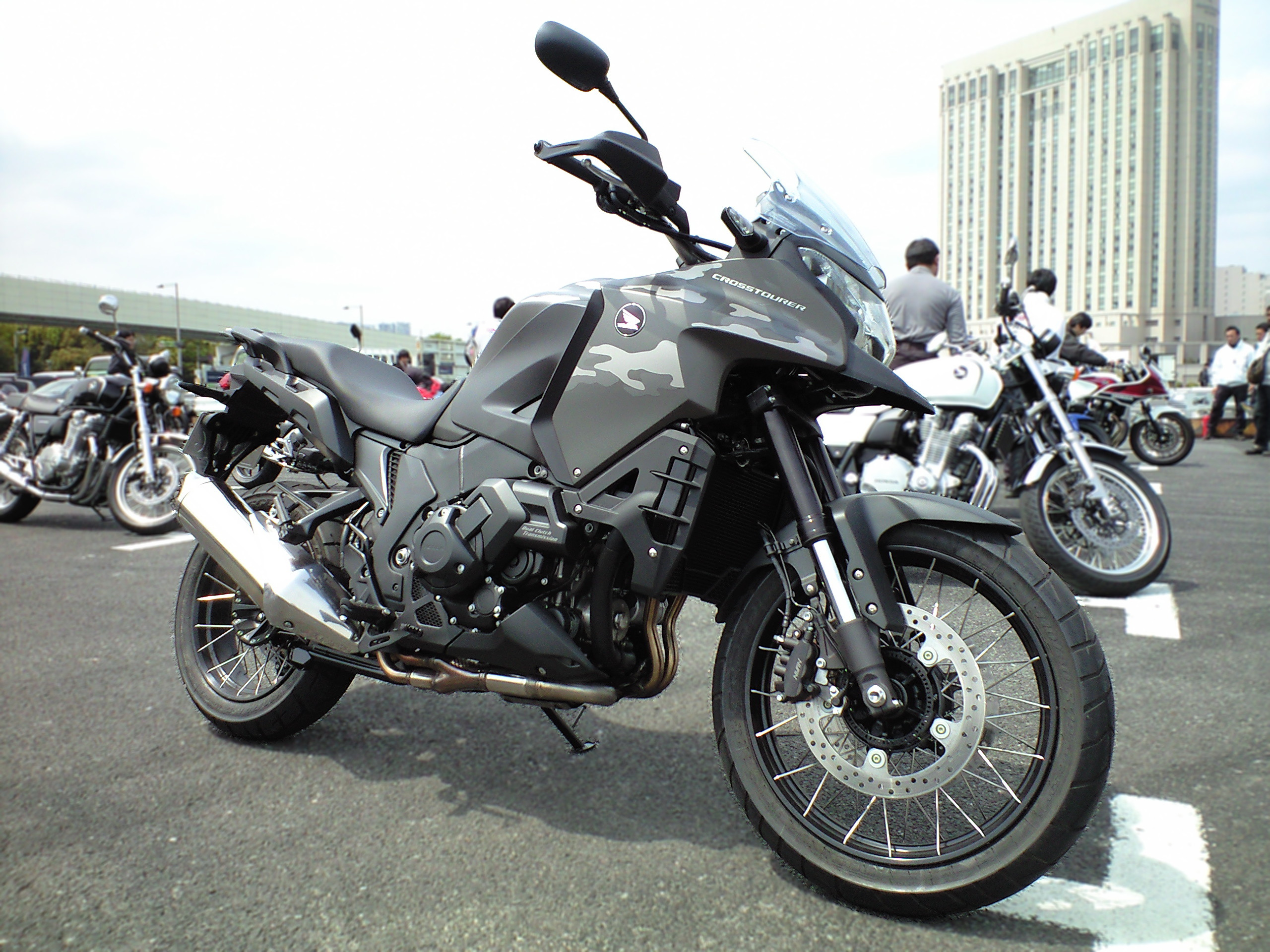
VFR1200X

1200Fをベースに、同社のクロスオーバーコンセプトに基づき開発・製造されたモデルである。
2011年に型式名SC70・車名Crosstourer（クロスツアラー）で輸出専売モデルとして発売された。日本国内ではM-TECが2012年5月25日に、同年6月25日よりVFR800X MUGENと同様に同社が輸入し同社製スリップオンマフラーやオリジナルデカールを装着し、VFR1200X MUGENおよびDCTを搭載するVFR1200XD MUGENとしてDREAM店ならびに無限テクニカルショップ限定で発売することを発表した。
正規の日本仕様車は2014年2月21日にDCT仕様車のみが前後連動のコンバインドABS・ETC車載器・グリップヒーター・メインスタンドなどを標準装備し、型式名EBL-SC70、車名VFR1200X デュアル・クラッチ・トランスミッションとして同年3月7日より発売することが発表された。